# Bovey
Bovey – miasto w Stanach Zjednoczonych, w stanie Minnesota, w hrabstwie Itasca.